# Мејлинг листа
Мејлинг листа (енгл. Mailing list) представља облик комуникације који пошиљаоцу даје могућност да исту поруку шаље на неограничен број корисничких мејл адреса. Мејлинг листу чине људи сличних интересовања. Корисници се самостално пријављују да буду члан мејлинг листе.

## Класификација мејлинг листе
Мејлинг листе могу бити:
- Промотивне (комерцијалне)
- Информативне (комерцијалне и некомерцијалне)
- Дискусионе (комерцијалне и некомерцијалне)

### Промотивна листа
Кроз овај тип мејлинг листа се пружају бесплатне информације које се односе на одређене производе или услуге. Оне представљају вид једносмерне комуникације, где оглашавач, пружајући квалитетне информације, остварује побољшање кредибилитета у области којом се бави и стиче се лојалност купаца. Чланови промотивних листа не могу комуницирати, то јест слати мејлове једни другима. Промотивне листе се могу користити у различите сврхе, као што су дељење вести, исправке производа, обавештења о актуелним догађајима и слично.

### Информативна листа
Информативне листе представљају популарнији тип мејлинг листа на интернету. Број особа које се пријављују на мејлинг листу овог типа је у директној вези са врстом информације која се шаље у овим мејловима. Тако на пример, слање података о производима и попустима неке компаније има мању вредност за већину корисника у односу на слање додатних података који не морају бити у директној вези са производима. Као и код промотивних мејлинг листа, ни информативне листе не омогућавају члановима истих да међусобно комуницирају електронском поштом.

### Дискусиона листа
Ове листе пружају могућност разним особама, са сличним интересовањима, да брзим и једноставним размењивањем порука добију информације о нечему што их занима. За разлику од претходна два типа мејлинг листа, дискусионе листе одликује двосмерна комуникација, па тако особа која је пријављена на овај тип листе може да шаље своје поруке или одговара на поруке послате унутар листе. Дискусионим листама може се промовисати појединац, фирма, производ или услуга, такође, може бити користан алат у подстицању комуникације, сарадње и размене знања међу људима сличних интересовања.

Веома често се користе и аутореспондери, који представљају претходно генерисане поруке које се шаљу корисницима на основу њихових захтева. Овај начин комуникације власницима штеди време, док са друге стране корисници у веома кратком временском периоду добијају одговор на постављено питање. Аутореспондери се могу користити за широк спектар услуга као што су слање написаних чланака, слање понуде, упутства за употребу одређеног производа или услуге као и слање одговора на често постављена питања.

## Праћења
Пошиљаоци желе да знају када се артикли испоручују. Такозвано "сејање" њихових листа им омогућава да упореде време испоруке, нарочито када време у години утиче на кашњење. Такође, може да пружи информације о лошем руковођењу узорцима.
Поседовање ставки "сејања" на мејлинг листи олакшава праћење уколико је неко користио листу без дозволе.

## Креирање мејлинг листе
Основни кораци у креирању мејлинг листе су следећи:
1. Први корак је одлучивање о сврси и обиму мејлинг листе;
2. Затим следи одабир платформе која ће најбоље одговарати потребама компаније;
3. Следећи корак је креирање налога на претходно одабраној платформи;
4. Затим је потребно додати претплатнике на мејлинг листу;
5. Потом следи састављање релевантних информација као и укључивање свих неопходних прилога или веза;
6. Претпоследњи корак је постављање распореда слања електронске поште;
7. И на самом крају потребно је пратити анализу и перформансе листе.

## Безбедност листе
На дискусионим листама предузимају се мере предострожности да би се избегла безвредна пошта.Дискусионе листе често захтевају да модератор одобри сваку поруку пре него што она буде послата осталим претплатницима. 
Компаније које шаљу промотивну пошту имају могућност да раде са дистрибутерима поште "беле листе", који пристају на стандарде и високе новчане казне, уколико се неко од претплатника који даје сагласност жали. У замену за њихову усаглашеност и договор о забрани новчаних казни, електронска пошта коју компанија шаље нису блокиране филтерима безвредне поште. 
Неке листе прималаца поште су отворене за све који желе да им се придруже, док друге захтевају одобрење власника листе пре него што добију приступ листи. Придруживање листи прималаца поште назива се "претплата", а иступање из листе назива се "отказивање претплате".

## Чишћење листе
Такозвано "чишћење листе" је процес у којем се уклањају појединачне ставке у мејлинг листама, које обично садрже податке као што су мејл адреса или број телефона оних који се нису добровољно претплатили. Само жалбе се уклањају уз помоћ овог процеса. С обзиром да већина оних који се нису добровољно претплатили остаје на листи, ово помаже пошиљаоцима безвредне поште да одрже листу безвредних мејл адреса. Већина легитимних носилаца листе редовно пружа својим корисницима услугу "чишћења листе" и дедупликације података бесплатно или уз малу надокнаду.